# Sarah Kofman
Pour les articles homonymes, voir Kofman.
Sarah Kofman est une philosophe et essayiste française, née le 14 septembre 1934 à Paris où elle est morte le 15 octobre 1994.
Spécialiste de Platon, de Friedrich Nietzsche et de Sigmund Freud, elle est également l'autrice de nombreux essais d'esthétique et d'écrits autobiographiques originaux.

## Biographie
Née à Paris, le jour de Roch Hachana, le 14 septembre 1934, elle est la fille du rabbin hassidique Bereck Kofman, ayant émigré avec sa femme depuis la Pologne à Paris dans l'entre-deux-guerres, raflé chez lui le 16 juillet 1942 par la police française, déporté et assassiné à Auschwitz.
Sarah Kofman commence sa carrière d'enseignante en philosophie à Toulouse en 1960 tout en poursuivant sa formation à la recherche. Elle travaille successivement sous la direction de Jean Hyppolite (en projet, l'étude de quelques mythes platoniciens et "Freud et l'art"), Mikel Dufrenne (sur l'esthétique de Freud, pour sa thèse de troisième cycle, publiée sous le titre L'enfance de l'art), puis Gilles Deleuze (pour son doctorat d’État sur travaux). En 1968-1969, S. Kofman rencontre Jacques Derrida dont elle fréquentera les séminaires à l'École normale supérieure. À partir de 1970, elle devient Maître de conférences puis, en 1991, professeur de philosophie à l'Université Paris 1 Panthéon-Sorbonne.
Avec Jean-Luc Nancy, Philippe Lacoue-Labarthe et Jacques Derrida, elle dirige la collection « La philosophie en effet » aux Éditions Galilée. Elle collaborait à de nombreuses revues telles Poétique, Critique, Littérature ou la Revue française de psychanalyse. À part ses nombreux travaux sur Freud et Nietzsche, Sarah Kofman s'intéresse également à Gérard de Nerval, Auguste Comte, Shakespeare et à la place occupée par la femme chez ces différents auteurs.
En 1994, elle publie un récit autobiographique, Rue Ordener, rue Labat, évoquant son enfance juive avant puis sous l'Occupation allemande, la déportation de son père et son terrible sort d'enfant caché. Après avoir participé à des émissions sur France Culture consacrées à Nietzsche l'été 1994, elle se suicide 150 ans jour pour jour après la naissance du célèbre philosophe allemand. Les hommages et nécrologies attestent du choc que cela produisit dans son entourage,,,.

## Publications principales
- L'Enfance de l'art. Une interprétation de l'esthétique freudienne, Paris, Payot, « Bibliothèque scientifique. Science de l'homme », 1970 ; rééd. « Petite bibliothèque Payot. Collection Science de l'homme », 1975  (ISBN 2-228-32500-7) ; Galilée, coll. « Débats », 1985  (ISBN 978-2-7186-0273-8)
- Nietzsche et la métaphore, Paris, Payot, « Bibliothèque scientifique », 1972. Ouvrage composé des textes remaniés de trois articles de l'auteur extraits de Critique, avril 1970-septembre 1971 et de Poétique, 5 ; 2e éd. revue et corrigée, Galilée, « Débats », 1983.  (ISBN 2-7186-0249-X) ; 3e éd. revue, corrigée et augmentée, 1985.  (ISBN 2-7186-0273-2) (BNF 34911333)
- Camera obscura. De l'idéologie, Paris, Galilée, « La Philosophie en effet », 1973. En appendice : « Usage de la Chambre obscure », par Willem Jacob 's Gravesande.  (ISBN 2-7186-0007-1)
- Quatre romans analytiques, Paris, Galilée, « La Philosophie en effet », 1974.  (ISBN 2-7186-0016-0)
- Autobiogriffures, Paris, Christian Bourgois, 1976.  (ISBN 2-267-00043-1) ; 2e éd. revue et corrigée sous le titre: Autobiogriffures du « Chat Murr » d'Hoffmann, Paris, Galilée, « Débats », 1984.  (ISBN 2-7186-0267-8). Sur E.T.A. Hoffman, Lebens-ansichten des Katers Murr.
- Aberrations. Le devenir-femme d'Auguste Comte, Paris, Aubier/Flammarion, « La Philosophie en effet », 1978.
- Nerval : le charme de la répétition. Lecture de « Sylvie », Lausanne-Paris, L'âge d'homme, « Cistre essais », 1979.
- Nietzsche et la scène philosophique, Paris, Union générale d'éditions, « 10/18 », 1979.  (ISBN 2-264-00247-6) ; éd. revue et corrigée, Galilée, « Débats », 1986.  (ISBN 2-7186-0304-6)
- L'Énigme de la femme : la femme dans les textes de Freud, Paris, Galilée, 1980.  (ISBN 2-7186-0192-2) ; 2e éd. revue et corrigée, 1983  (ISBN 2-7186-0192-2) ; rééd. Paris, Librairie générale française, 1994.  (ISBN 2-253-94194-8)
- Le Respect des femmes : Kant et Rousseau, Paris, Galilée, « Débats », 1982.  (ISBN 2-7186-0225-2)
- Comment s'en sortir ?, Paris, Galilée, « Débats », 1983.  (ISBN 2-7186-0240-6)
- Un Métier impossible. Lecture de « Constructions en analyse », Paris, Galilée, « Débats », 1983.  (ISBN 2-7186-0241-4)
- Lectures de Derrida, Paris, Galilée, « Débats », 1984.  (ISBN 2-7186-0251-1)
- Mélancolie de l'art, Paris, Galilée, « Débats », 1985.  (ISBN 2-7186-0274-0)
- Pourquoi rit-on ? : Freud et le mot d'esprit, Paris, Galilée, « Débats », 1985.  (ISBN 2-7186-0297-X)
- Paroles suffoquées, Paris, Galilée, « Débats », 1986.  (ISBN 2-7186-0312-7). Sur Maurice Blanchot et Robert Antelme.
- Conversions. « Le Marchand de Venise » sous le signe de Saturne, Paris, Galilée, « Débats » 1987.  (ISBN 2-7186-0325-9)
- Socrate(s), Paris, Galilée, « La philosophie en effet », 1989.  (ISBN 2-7186-0336-4)
- Séductions. De Sartre à Héraclite, Paris, Galilée, « La philosophie en effet », 1990.  (ISBN 2-7186-0337-2)
- avec Jean-Yves Masson, Don Juan ou le Refus de la dette, Paris, Galilée, « Débats », 1991.  (ISBN 2-7186-0388-7)
- « Il n'y a que le premier pas qui coûte » : Freud et la spéculation, Paris, Galilée, « Débats », 1991.  (ISBN 2-7186-0396-8)
- Explosion I. De l'Ecce homo de Nietzsche, Paris, Galilée, « La philosophie en effet », 1992.  (ISBN 2-7186-0397-6)
- Explosion II. Les enfants de Nietzsche, Paris, Galilée, « La philosophie en effet », 1993.  (ISBN 2-7186-0418-2)
- Le mépris des juifs. Nietzsche, les juifs, l'antisémitisme, Paris, Galilée, « La philosophie en effet », 1994.  (ISBN 2-7186-0437-9)
- Rue Ordener, rue Labat, Paris, Galilée, 1994.  (ISBN 2-7186-0439-5)
- L'Imposture de la beauté et autres textes, Paris, Galilée, « La philosophie en effet », 1995.  (ISBN 2-7186-0464-6). Posthume, recueil d'articles parus dans les années 1980.
- Lettres de Sarah Kofman à Jacques Derrida, édition posthume, établie, annotée et présentée par Ginette Michaud et Isabelle Ullern, dans leur ouvrage : Sarah Kofman et Jacques Derrida. Croisements, écarts, différences, Paris, Hermann, coll. « Le Bel Aujourd'hui », 2018, p. 131-300  (ISBN 9782705695439)
- "La connaissance selon Platon" conférence inédite de c.1962, dans G. Michaud, I. Ullern (dir.), Sarah Kofman : philosopher autrement, Paris, Hermann, 2021, pp. 49-55 ; note éditoriale de I. Ullern, p. 45s).   (ISBN 9791037008480)
- "La mort conjurée (Remarques sur le Leçon d'anatomie du Dr Nicolas Tulp, 1632)", réédition corrigée du texte de 1994, dans G. Michaud, Is. Ullern (dir.), Sarah Kofman : philosopher autrement, ibid., p. 57-67.   (ISBN 9791037008480)
- "Le respect des femmes : Kant et Rousseau (entretien de S. Kofman avec Claude Levesque)", inédit de 1985, dans G. Michaud, Is. Ullern (dir.), Sarah Kofman : philosopher autrement, ibid., p. 71-82.   (ISBN 9791037008480)
- Rue Ordener, rue Labat suivi de Autobiogravures, édition augmentée d'inédits et annotée par Is. Ullern, Paris, Verdier , 2024,  (ISBN 9782378562229)[9],[10],[11]